# Município de Sandy (condado de Tuscarawas, Ohio)
O município de Sandy (em inglês: Sandy Township) é um município localizado no condado de Tuscarawas no estado estadounidense de Ohio. No ano de 2010 tinha uma população de 2.979 habitantes e uma densidade populacional de 47,65 pessoas por km².

## Geografia
O município de Sandy encontra-se localizado nas coordenadas 40° 37′ 09″ N, 81° 21′ 39″ O. Segundo a Departamento do Censo dos Estados Unidos, o município tem uma superfície total de 62.51 km², da qual 62.5 km² correspondem a terra firme e (0.02%) 0.01 km² é água.

## Demografia
Segundo o censo de 2010, tinha 2.979 habitantes residindo no município de Sandy. A densidade populacional era de 47,65 hab./km². Dos 2.979 habitantes, o município de Sandy estava composto pelo 97.48% brancos, o 0.57% eram afroamericanos, o 0.13% eram amerindios, o 0.44% eram asiáticos, o 0.03% eram insulares do Pacífico, o 0.23% eram de outras raças e o 1.11% pertenciam a duas ou mais raças. Do total da população o 0.5% eram hispanos ou latinos de qualquer raça.